# 総合セキュリティ対策会議
総合セキュリティ対策会議（そうごうセキュリティたいさくかいぎ）は、警察庁の検討会。情報通信ネットワーク（インターネット）の安全性・信頼性を確保するためには、産業界等との連携が不可欠であることから、有識者等により情報セキュリティに関する産業界等と政府機関との連携の在り方、特に警察との連携の在り方について検討を行うため2001年度に設置し2001年12月21日に初めて開催された。各年度ごとに検討課題を決め、それについて月をおいて年数回議論する。

## 委員名簿
- （委員長）前田雅英	　首都大学東京 都市教養学部長
- 荒木浩一	（株）NTTドコモ モバイル社会研究所 副所長
- 石田秀人	（社）日本クレジット産業協会計画調整部 部長
- 稲垣隆一 弁護士
- 猪俣清人 デジタルアーツ（株）経営企画部 部長
- 江口研一 KDDI（株）渉外・広報本部渉外部 担当部長　（（社）電気通信事業者協会消費者支援委員会 副委員長）
- 小田啓二	特定非営利活動法人日本ガーディアン・エンジェルス理事長
- 加藤秀次	（社）日本PTA全国協議会 専務理事
- 楠正憲	　 マイクロソフト（株）技術統括室 最高技術責任者補佐
- 久保田裕	（社）コンピュータソフトウェア著作権協会（ACCS）専務理事・事務局長
- 桑子博行	（社）テレコムサービス協会 サービス倫理委員会 委員長（AT&Tジャパン（株） 通信渉外部長）
- 国分明男	（財）インターネット協会 副理事長
- 後藤啓二	弁護士
- 金野志保 明治大学法科大学院 特任教授　弁護士
- 杉浦昌	　 大阪大学社会人教育講座 外部講師（独立行政法人情報処理推進機構 主任研究員）
- 高橋大洋 ネットスター（株）営業マーケティング本部　広報部 部長（広報・渉外担当）
- 谷川哲司 日本電気（株）経営システム本部　セキュリティ技術センター シニアマネージャー
- 寺澤慎祐 サン・マイクロシステムズ（株）　政策推進営業本部 インダストリー営業開発部統括部長
- 西村達之 セコムトラストシステムズ（株） 代表取締役副社長
- 藤田一夫 グーグル（株）パブリックポリシーガバメントアフェアーズ　ポリシーカウンセル
- 別所直哉 ヤフー（株） 最高コンプライアンス責任者（CCO）　兼法務本部長
- 丸橋透	　 ニフティ（株）コーポレート本部副本部長兼法務部長
- 宮本潤子 ECPAT/ストップ子ども買春の会　共同代表
- 安田浩	　 東京電機大学 教授
- 吉川誠司 WEB110 代表

（2008年度、敬称略・50音順）

## オブザーバ
- 内閣官房
- 総務省
- 法務省
- 外務省
- 文部科学省
- 経済産業省
- 事務局：警察庁生活安全局情報技術犯罪対策課（サイバー犯罪対策課）

## 検討課題
- 2001年度	情報セキュリティ対策における連携の推進
- 2002年度	情報セキュリティに関する脅威の実態把握・分析
- 2003年度	官民における情報セキュリティ関連情報の共有の在り方
- 2004年度	インターネットの一般利用者の保護及び知的財産権侵害に関する官民連携の在り方
- 2005年度	インターネット上の違法・有害情報への対応における官民連携の在り方
- 2006年度	インターネット・ホットラインセンターの運営の在り方及びインターネットカフェ等における匿名性その他の問題と対策
- 2007年度	Winny 等ファイル共有ソフトを用いた著作権侵害問題とその対応策
- 2008年度	インターネット上での児童ポルノの流通に関する問題とその対策